# Šekovići
Šekovići (cyr. Шековићи) – miasto w Bośni i Hercegowinie, w Republice Serbskiej, siedziba gminy Šekovići. W 2013 roku liczyło 1265 mieszkańców.